# Oružje
Oružje je alat namijenjen onesposobljavanju ili ubijanju živih bića, ili za uništavanje velikih razmjera. 

## Povijest

### Kameno doba
Prvo oružje koje je čovjek koristio bila je drvena toljaga. No toljaga ima niz mana, malen domet, malu probojnost. Napredak je postignut izumom koplja - povećan je domet, toljage s kamenom na vrhu - povećana je probojnost. Još veći napredak je izum oštrice - nož, koplje s kamenim vrhom, sjekira umjesto kamene toljage. Najveći domet oružja kamenog doba su luk i strijela i praćka (u većoj izvedbi - katapult).

### Metalno doba
Pri kraju mlađeg kamenog doba ljudi su obilato koristili glinu kao osnovni materijal za izradu posuda, utrega ili su njome obljepljivali kuće od pletenog pruća. Te posude pekle su se na visokim temperaturama pa je tlo ispod ognjišta ili ložišta bilo spaljeno. Kod paljenja takvih ognjišta na tlu bogatom bakrenom rudom, jer je ta ruda vrlo blizu površine, ostajale su rastaljene bakrene "lepinje". Ljudi su primijetili da su vrlo oštrih rubova što je kod oruđa bila primarna kvaliteta. Već u tom sirovom obliku bila je vrlo oštra i već gotova za primjenu.
Iskustvom prethodnika i korak po korak, ljudi su počeli prepoznavati ležišta ruda i, malo po malo, ulazili sve dublje pod zemlju tražeći dragocjenu zelenu rudu. No bakar je imao i svojih mana. Bio je mekan. Brzo se trošio i nije podnosio veća naprezanja ni temperature. Kad su otkrili arsen, dodali su ga bakru i on je postao arsenska bronca. Pošto je arsen vrlo jak otrov lijevanje je bio vrlo opasan i stručan posao. 
U grčkoj mitologiji ljevača bronce predstavlja hromi bog Hefest. Pretpostavlja se da su ljevači bronce pod utjecajem arsena koji u dodiru s vodenom parom u malim količinama kod ljudi izaziva lakša, ali trajna oštećenja mozga i to na centrima za ravnotežu. Zato su se nakon dugogodišnjeg bavljenja tim poslom svi pomalo "pijano" kretali. Grci su to pripisivali moćima obilježja samog boga Hefesta, a to je, zapravo, bilo vjerojatno prvo profesionalno oboljenje u povijesti. 
Oružje se značajno poboljšalo otkrićem da se bakar može uspješno miješati s kositrom. Dobili su broncu koja je puno tvrđa, ima više talište i može se vrlo precizno lijevati u različitim oblicima i veličinama. Po toj slitini cijelo jedno razdoblje povijesti nazivamo Brončano doba.

#### Počeci organiziranog ratovanja
Egipatska kultura i civilizacija razvila se upravo na ekonomiji brončanog alata i oružja. Ilijada i Odiseja, bitka za Troju vodila se baš brončanim oružjem. Prvi nalazi serijski proizvedenih ratnih oružja na tlu hrvatske bilježimo na arheološkom lokalitetu Vučedol, nedaleko Vukovara gdje su arheolozi sredinom prošlog stoljeća pronašli kalupe za lijevanje bojnih sjekira, i veći broj takvih odljevaka, što ukazuje na organizirano ratovanje većih skupina ratnika naoružanih unificiranim oružjem. Prema procjenama stručnjaka, ta sjekira bila je isključivo ratna. Radna oruđa toga doba imala su potpuno drugačiji izgled.
Općenito, to razdoblje se smatra početkom organiziranih ratova, jer se, s pravom vjeruje da čovjek kamenog doba ne poznaje organizirano ratovanje. 
Razlog izbijanja prvih ratova, pretpostavlja se, bila su upravo ležišta bakarne rude. Zalihe na jednom ležištu, geološki gledano, vrlo su tanka i plitka no protežu se na mjestima i kilometrima. Posebnu olakotnu okolnost za prve rudare činilo je to da je bakar bio relativno lako dostupan. Problem je nastajao u trenutku kad je rude ponestalo, a ekonomija cijelog društva bazirala se na proizvodnji, primjeni i prodaji bakra i bronce. Cijeli narodi bilu su prisiljeni tražiti nova ležišta. Razvojem proizvodnje metala, usporedno, išao je i razvoj i unapređenje poljodjelstva, a time i proizvodnje hrane tako da je broj ljudi lagano rastao. Naravno, kad su pronašli novo, još bogato i neiscrpljeno ležište dragocjene rude, tamo je već netko prije njih polagao pravo eksploatacije. Osim direktnog sukoba, nije bilo rješenja.
Karakteristično za brončanodobne kulture, što potkrepljuje ovo mišljenje je da su se one, geografski, protezale na vrlo dugačkom području bogatom rudama dok su starije, kamenodobne kulture, živjele na većem ili manjem zaokruženom i kompaktnom području bez potrebe seljenja i širenja.

#### Barut
Izum baruta omogućio je izbacivanje kamenja većim brzinama i na veće udaljenosti nego ranije - mušketa je bila prvo oružje, ali imala je mnogo mana: nepreciznost, sporost punjenja, zatajivala je. S druge strane topovi su bili razorno oružje od kada su uvedeni u uporabu (isti efekt kao i katapult, uz mnogo manju masu - i oružja i municije - topovske kugle). Kako je razvoj oružja duge cijevi napredovao tako su rješavani problemi: 
- cijev je prvo postala duža, kasnije je dobila i spiralni utor - preciznost.
- no još uvijek je trebalo zrno gurati šipkom prema dnu cijevi jer su još uvije postojale 3 komponente-svaka za sebe : barut,olovna kugla i primarno barutno punjenje.
- Nakon toga dolazi do izuma perkusionog punjenja (na mjesto tavice za barut stavlja se kapisla sa živinim fulminatom).
- Kad su izumljeni metci riješen je problem i brzine punjenja (nema više šipke) i zatajivanja.
- poluautomatska puška - čahura metka "sama" ispada iz ležišta po opaljivanju, čovjek mora ručno staviti novi metak.
- puška je dobila spremnik, ne treba stavljati metak po metak, nego cijeli okvir, nakon svakog metka je potrebno "repetirati" pušku.
- zadnji korak je automatska puška - okvir od 4-8 metaka zamijenio je spremnik od 20-60 metaka, jer nije više potrebno repetirati pušku po ispaljivanju pojedinog metka, moguće je ispaljivanje rafala (veći broj metaka jedan za drugim).

Danas (2004.) popularni Kalašnjikov (AK-47) je zapravo poluautomatska puška, od muškete se razlikuje po cijevi sa spiralnim utorom, ciljnicima, spremnikom s metcima i mehanizmom koji omogućava automatsko ispaljivanje metaka jedan za drugim.

#### Dinamit i drugieksplozivi
Dinamit nije napravio revoluciju u tehnici ratovanja kao barut, ali kao što je metak lako probijao štitove koji su učinkovito štitili od strijela, tako je izum dinamita učinio zastarjelim zidine i utvrde u ratovanju.

## Moderno doba
Moderno doba donijelo je prvo motorizaciju i oklopna vozila, protiv kojih se moglo boriti istim sredstvima, topovima, minama i konfiguracijom terena, zatim avijaciju - odgovor je također zrakoplovstvo ili protuzračne rakete, ali protiv kemijskog, biološkog a kasnije i nuklearnog oružja nema odgovora. Tako je danas proizvodnja kemijskog i biološkog oružja zabranjena ženevskim dodatkom Haaškoj konvenciji iz 1928. godine. Međutim razvojem vojne biotehnologije, stvara se mogućnost razvoja biotehnološkog oružja, koje bi zbog svojih karakteristika spadalo u kategoriju "humanih oružja".

## Povezane teme
- Rat
- Vojska

## Poveznice
- Popis vatrenog oružja

## Vanjske poveznice
- Oružje Hrvatska tehnička enciklopedija, portal hrvatske tehničke baštine. LZMK